# Col de Richemond
Le col de Richemond est un col du massif du Jura, situé dans le département de l'Ain, à 1 036 m d'altitude. Il relie le Valromey (vallée du Séran au sud-ouest) au Genevois français (vallée du Rhône au nord-est).

## Seconde Guerre mondiale

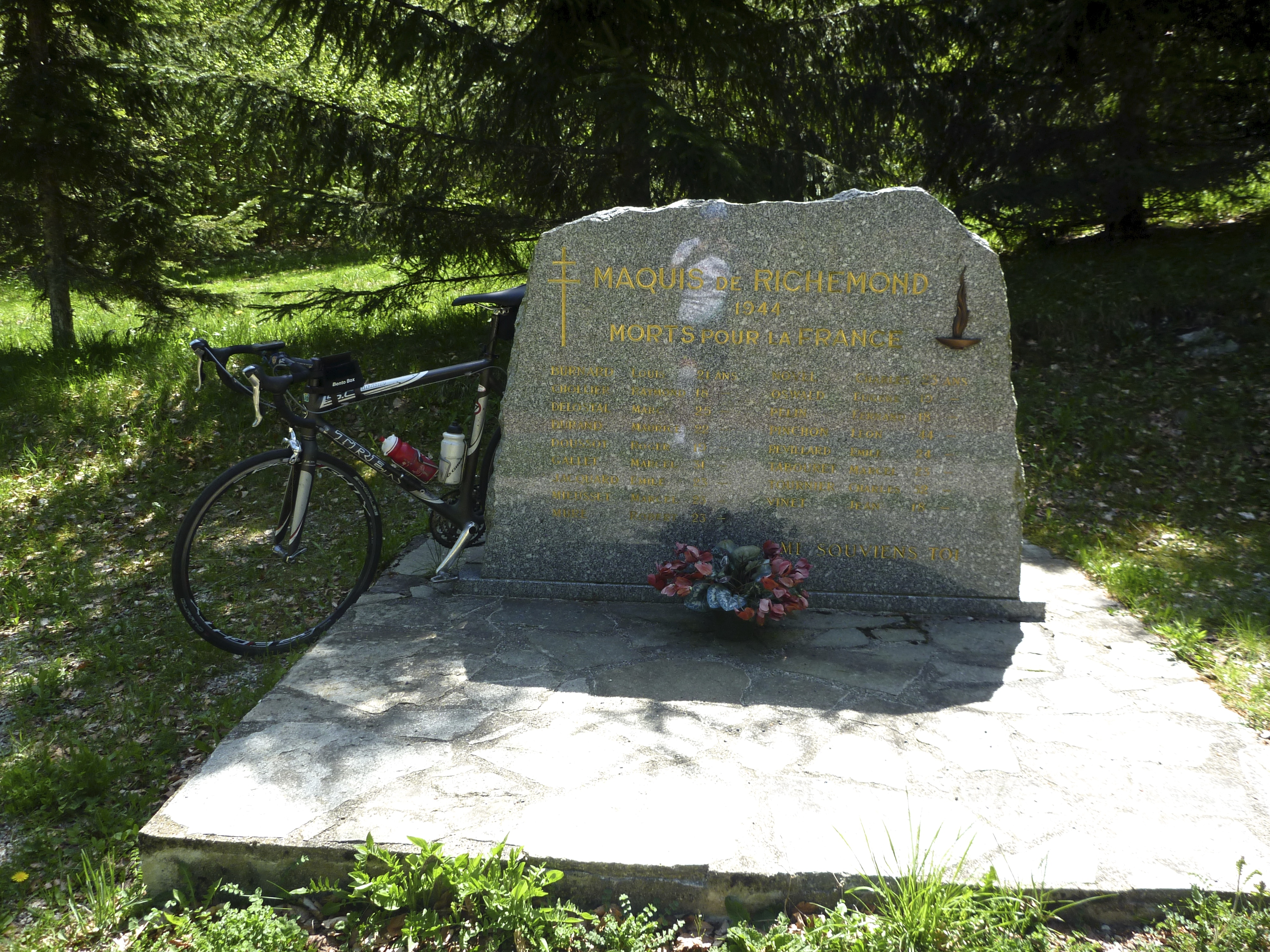
Le monument du maquis de Richemond

Au cours de la Seconde Guerre mondiale, le col de Richemond a abrité un des plus importants maquis de l'Ain et du Haut-Jura. À son sommet, une stèle commémore les maquisards du col de Richemond.

## Cyclisme
Le col de Richemond a été franchi pour la première fois par les coureurs du Tour de France lors de la 10e étape de l'édition 2012, le 11 juillet. Il était classé en 3e catégorie. C'est le Français Thomas Voeckler qui est passé en tête.